# ジェファーソンシティ駅
ジェファーソンシティ駅（英語：Jefferson City Station）はミズーリ州の州都ジェファーソンシティ ジェファーソン・ストリート101にある駅。全米各地を結ぶ旅客鉄道のアムトラックが乗り入れている。

## 概要
- 駅名標

当駅は1885年に開設された。当駅の近隣にミズーリ州議会議事堂、ミズーリ州知事公邸がある。

## 利用可能な鉄道路線／列車
アムトラックのジェファーソンシティ駅に発着する列車は下記の通り。
カンザスシティとセントルイス間の昼行中距離列車ミズーリ・リバー・ランナー号…1日2往復停車